# Slowakische Badmintonmeisterschaft 1994
Die Slowakische Badmintonmeisterschaft 1994 war die zweite Auflage der Titelkämpfe im Badminton in der Slowakei. Sie fand vom 9. bis zum 10. April 1994 in Košice statt.

## Medaillengewinner
| Disziplin    | Gold                                                               | Silber                                                              | Bronze                                                                |
| ------------ | ------------------------------------------------------------------ | ------------------------------------------------------------------- | --------------------------------------------------------------------- |
| Herreneinzel | Juraj Brestovský (Spoje Bratislava)                                | Peter Púdela (CEVA Trenčín)                                         | Martin Klčo (VŠDS Žilina)                                             |
| Herreneinzel | Juraj Brestovský (Spoje Bratislava)                                | Peter Púdela (CEVA Trenčín)                                         | Igor Novák (VŠDS Žilina)                                              |
| Dameneinzel  | Ľuba Hanzušová (Slávia TU Košice)                                  | Katarína Pokorná (CEVA Trenčín)                                     | Aurita Hirková (Slávia TU Košice)                                     |
| Dameneinzel  | Ľuba Hanzušová (Slávia TU Košice)                                  | Katarína Pokorná (CEVA Trenčín)                                     | Martina Švecová (VŠDS Žilina)                                         |
| Herrendoppel | Róbert Cyprian (Lokomotíva Trenčín) Peter Púdela (CEVA Trenčín)    | Juraj Brestovský (Spoje Bratislava) Jaroslav Heleš (CEVA Trenčín)   | Vladimír Turlík (Slávia TU Košice) Roman Valenčák (Slávia TU Košice)  |
| Herrendoppel | Róbert Cyprian (Lokomotíva Trenčín) Peter Púdela (CEVA Trenčín)    | Juraj Brestovský (Spoje Bratislava) Jaroslav Heleš (CEVA Trenčín)   | Ľubomír Čechovský (Slávia TU Košice) Juraj Dudovič (Slávia TU Košice) |
| Damendoppel  | Ľuba Hanzušová (Slávia TU Košice) Dana Tomášová (Slávia TU Košice) | Jana Braciníková (CEVA Trenčín) Viera Haurišková (BC Prešov)        | Katarína Pokorná (CEVA Trenčín) Martina Švecová (VŠDS Žilina)         |
| Damendoppel  | Ľuba Hanzušová (Slávia TU Košice) Dana Tomášová (Slávia TU Košice) | Jana Braciníková (CEVA Trenčín) Viera Haurišková (BC Prešov)        | Jana Bérešová (Slávia TU Košice) Aurita Hirková (Slávia TU Košice)    |
| Mixed        | Peter Púdela (CEVA Trenčín) Martina Švecová (VŠDS Žilina)          | Róbert Cyprian (Lokomotíva Trenčín) Katarína Pokorná (CEVA Trenčín) | Bohumil Kašela (Slávia TU Košice) Aurita Hirková (Slávia TU Košice)   |
| Mixed        | Peter Púdela (CEVA Trenčín) Martina Švecová (VŠDS Žilina)          | Róbert Cyprian (Lokomotíva Trenčín) Katarína Pokorná (CEVA Trenčín) | Vladimír Turlík (Slávia TU Košice) Dana Tomášová (Slávia TU Košice)   |